# 東京風〜TOKYO WINDS〜
『東京風〜TOKYO WINDS〜』（とうきょうふう〜トーキョーウインズ〜）は、フジテレビ系列で2010年と2011年に放送されたトーク番組である。

## 概要
『正しい東京』について東京在住の「純粋な東京人」、「ちょっと田舎出身の東京人」、「かなり田舎出身の東京人」の芸能人がそれぞれの立場で語り合うトーク番組。
トークテーマは「東京らしい○○」。ダメな話と判断されると罰を受けることになる（回によって罰は代わる）。
山下達郎の「RIDE ON TIME」が番組のイメージソングとしてOP・ED、トークのBGMとして多用された。

## 内容

### 第1回
放送日
- 2010年12月27日（月曜日）23:30 - 24:30（1時間）（JST）

出演者
- とんねるず（石橋貴明・木梨憲武）
- おぎやはぎ（小木博明・矢作兼）
- バナナマン（設楽統・日村勇紀）
- 山崎弘也（アンタッチャブル）　
- 武田修宏
- サンドウィッチマン（伊達みきお・富澤たけし）
- 有吉弘行
- 川端健嗣（フジテレビアナウンサー）

放送内容
トークテーマから外れた事を言うと「頭を冷やした方がいいんじゃない?」と言われ、プールに落とされる。プール落としの2人目が一番上の立場だった石橋であった。その後はいかに相手を落とすかの腹の探り合い、駆け引き重視のトークになった。石橋はこの日2回プールに落ちたが、相方の木梨は一度も落ちなかった。撮影は例のプールの貸しスタジオで行われた。

### 第2回
放送日
- 2011年4月3日（日曜日）22:30 - 23:45（1時間15分）（JST）

出演者
- とんねるず（石橋貴明・木梨憲武）
- 田中裕二（爆笑問題）
- おぎやはぎ（小木博明・矢作兼）
- バナナマン（設楽統・日村勇紀）
- ナイツ（塙宣之・土屋伸之）　
- 伊藤一朗（Every Little Thing）
- ウエンツ瑛士
- 中村光宏（フジテレビアナウンサー）

放送内容
「東京らしくない」と店長（スタッフ）に判断された人には、罰として上半身裸に袖無しGジャン、鼻ピアス、読売ジャイアンツの帽子を被せられる。出会いのテーマで、石橋が鈴木保奈美と、木梨が安田成美との馴れ初めを初告白し、大いに盛り上がるが、「番組の主旨と合っていない」との理由で上記の格好になる罰を受けた。最終的には全員が巨人帽を被った。東日本大震災からまもない時期での放送だったので、本放送直前に出演者による「ひとつになろう日本」のジングルが入った。

## スタッフ

### 第2回時点
- 企画:片岡飛鳥
- 構成:松井洋介、石原健次、樅野太紀 / 遠藤察男
- SW:高田治
- CAM:小川利行
- 音声:加瀬悦史
- VE:谷古宇利勝
- 照明:安藤雄郎
- 音響効果:大久保吉久（3×7）
- 美術プロデューサー:井上幸夫
- 美術デザイン:鈴木賢太
- 美術進行:楫野淳司
- 大道具:稲本浩
- 装飾:門間誠
- アクリル装飾:斉藤祐介
- 特殊効果:飯塚生臣
- 電飾:倉持光祥
- 植木装飾:広田明
- 生花装飾:荒川直史
- 衣裳:山田斉
- 持道具:土屋洋子
- メイク:石井織恵
- タイトル:湯浅信人
- 編集:瓜田利昭（D-Craft）
- MA:吉田肇
- 編成:加藤達也
- 広報:正岡高子
- デスク:鈴木桂子
- TK:江野澤郁子
- AP:松尾やす子
- 制作進行:藤井貴代美
- プロデューサー:太田一平
- 演出:渡辺琢
- 技術協力:ニユーテレス、FLT、IMAGICA
- 制作協力：Arrival
- 制作:フジテレビバラエティ制作センター
- 制作著作:フジテレビ

### 過去のスタッフ
- 構成:オークラ（第1回）
- CAM:岩田一巳（第1回）
- VE:宮本学（第1回）
- 大道具:松本達也（第1回）
- 電飾:照喜名紀央（第1回）